# Pascal Mailhos
Pour les articles homonymes, voir Mailhos.
Pascal Mailhos, né le 5 décembre 1958 à Albi (Tarn), est un haut fonctionnaire français.
Préfet, il est coordonnateur national du renseignement et de la lutte contre le terrorisme depuis le 11 janvier 2023, après avoir été plusieurs fois affecté à l'administration centrale du ministère de l'Intérieur ou en poste territorial (Finistère, Côte-d'Or, Haute-Garonne, Rhône), et exercé en tant que directeur central des Renseignements généraux de 2004 à 2006.

## Biographie

### Famille et formation
Fils de Georges Mailhos, universitaire spécialiste du siècle des Lumières et de Line Gaulhet, inspectrice générale de l'Éducation nationale, petit-fils de préfet, Pascal Mailhos a une formation de juriste.
Après des études à Toulouse, puis à l'université Paris II Panthéon-Assas, où il obtient une maîtrise en droit public, Pascal Mailhos est diplômé de l'Institut d'études politiques de Paris, puis de l'École nationale d'administration.

### Carrière professionnelle
En 1986, il est nommé chef du cabinet (dirigé par Bernadette Malgorn) de Philippe Séguin, ministre des affaires sociales et de l'emploi. En 1988, il est directeur du cabinet du préfet de Seine-et-Marne puis en 1989, secrétaire général de la préfecture de la Meuse. Il revient à l'administration centrale en 1991 comme chef du bureau de l'organisation et du fonctionnement des préfectures au ministère de l'Intérieur, avant de rejoindre deux ans plus tard le cabinet de Charles Pasqua, ministre d'État, ministre de l'intérieur et de l'aménagement du territoire, comme conseiller technique. Il travaille alors auprès de Claude Guéant, directeur adjoint du cabinet.
En 1995, il est nommé secrétaire général de la préfecture du Var, fonction qu'il occupe jusqu'au 27 octobre 1999, date à laquelle il devient chef de service au ministère de l'Intérieur, chargé de la sous-direction des étrangers et de la circulation transfrontière. À partir du 12 juillet 2002, il est préfet délégué pour la sécurité et la défense auprès de Bernadette Malgorn, préfète de la zone de défense Ouest, préfète de la région Bretagne, préfète d'Ille-et-Vilaine.
Le 22 janvier 2004, Pascal Mailhos succède à Yves Bertrand à la tête des RG. Cette nomination aurait fait l'objet d'un bras-de-fer entre MM. Chirac et Sarkozy. Selon Le Figaro, le ministre de l'intérieur Nicolas Sarkozy lui aurait notamment reproché son inertie dans l'affaire Clearstream 2 dans laquelle le corbeau l'avait mis en cause. Il est remplacé à la tête de la DCRG le 26 avril 2006 par Joël Bouchité, directeur adjoint des RG et réputé proche de Bernard Squarcini.
Le 9 mai 2006, il est nommé directeur de la modernisation et de l'administration territoriale au ministère de l'Intérieur ; il est en outre l'adjoint de Bernadette Malgorn, secrétaire générale du ministère. Le 4 juillet 2008, il est nommé préfet du Finistère.
Nommé préfet de la région Bourgogne et de la Côte-d'Or le 16 novembre 2011, il connait une seconde affectation de préfet de région le 11 juin 2014, en Midi-Pyrénées quand il devient préfet de la Haute-Garonne. Le 1er janvier 2016, il est reconduit au poste de préfet de la région nouvellement créée Languedoc-Roussillon-Midi-Pyrénées, devenue l'Occitanie, et de la Haute-Garonne . Enfin en octobre 2018, il est nommé de la région Auvergne-Rhône-Alpes et du Rhône.
Le 11 janvier 2023, il est nommé Coordonnateur national du renseignement et de la lutte contre le terrorisme,.

## Récompenses et distinctions

### Décorations
- Commandeur de la Légion d'honneur (2024[9])
  -  Officier de la Légion d'honneur (2015[10])
  -  Chevalier de la Légion d'honneur (2004[11])
- Commandeur de l'ordre national du Mérite ( 2019[12])
  -  Officier de l'ordre national du Mérite (2008[13])
  -  Chevalier de l'ordre national du Mérite (1998[14])
- Chevalier de l'ordre des Palmes académiques
- Chevalier de l'ordre du Mérite agricole
- Officier de l'ordre du Mérite maritime (2017[15])
- Médaille de la Défense nationale, échelon bronze
- Médaille des services militaires volontaires, bronze
- Médaille d'honneur de la Police nationale
- Médaille d'honneur de l’administration pénitentiaire
- Médaille de la sécurité intérieure, bronze

- Médaille d'honneur de la santé et des affaires sociales, or (2012)[16]